# バイトゥッラー・マフスード
バイトゥッラー・マフスード（パシュトー語: بیت اللہ محسود、英語：Baitullah Mehsud、1974年 - 2009年8月5日）は、パキスタン・ターリバーン運動の指導者。2009年8月に爆殺され、弟のハキームッラー・マフスードがその後を継いだ。日本語メディアでは、バイトラ・メスードと表記されることがある。

## 経歴
パキスタン北西辺境州のランディ・ドク（Landi Dhok）に生まれる。南ワズィーリスターンに居住するマフスード部族出身。マドラサの学生時代、アフガニスタンに赴き、シャリーア法の確立を助けた。
マフスードと彼の部隊は、2002年から国境地帯でNATO軍を攻撃し始めた。2004年、マフスード部族長となる。2005年2月、パキスタン当局と和平を締結し、パキスタン軍は、パシュトゥーン人から成る部隊を除き、全軍を撤収した。
2005年7月、南ワズィーリスターンの支配地にアル・カーイダとターリバーンの指導者を匿っているとされ、和平は決裂し、マフスードの部隊に対する作戦が再開された。マフスードと彼の部隊は、NATO軍、パキスタン軍と戦った外、現地の長老約200人を殺害し、南ワジリスタンにターリバーン権力を樹立して、現地住民から税金を徴収した。
2006年から、マフスードの諜報部長であるカーリー・フセイン（Qari Hussain）の指揮の下、パキスタン国内で自爆テロが展開された。パキスタン・ターリバーン運動は、バージャウルとスワートに支部を有した。
2009年2月、マフスードは、ワーナのマウルヴィ・ナジル（Maulvi Nazir）とミランシャフのハーフィズ・グル・バハドゥル（Hafiz Gul Bahadur）の集団と同盟を結んだ。両集団は、アフガニスタンとパキスタン両国に居住するアフメドザイ・ワジル（Ahmedzai Wazir）部族に属し、伝統的にマフスード部族と敵対していたが、ムハンマド・オマル師の調停により同盟が実現した。この三者同盟は、統合ムジャーヒディーン評議会（Council of United Mujahedeen）と称し、NATO軍に対する作戦を調整することで合意した。しかしながら、ワハドゥルとナジルは、アフガニスタン領内で活動をしつつも、マフスードと異なり、パキスタン当局との相互不可侵の合意を継続した。
ジャーナリストとのインタビューにおいて、マフスードは、イスラームの教義の擁護、アフガニスタンの占領軍に対するジハード、イスラム国家の樹立について語った。
2009年4月、マフスードは、ホワイトハウスを含むワシントンをテロ攻撃すると確約した。この数日前、マフスードは、ラホールの警察学校襲撃の犯行声明を出していた。この犯行声明は、パキスタン当局を懸念させ、アメリカ軍は、無人偵察機による国境地帯の偵察を強化した。
2009年8月5日、アメリカの無人偵察機のミサイルにより爆死。弟のハキームッラー・マフスードがその後を継いだ。